# 2009年6月英國

## 6月30日
- 政府公佈英國經濟在本年第一季度萎縮2.4%，情況比預期嚴重，亦是1958年第二季度以來錄得的最大跌幅。BBC （页面存档备份，存于）
- 政府的按揭拯救計劃自本年1月推出以來，至今全英格蘭只有六個家庭受惠。BBC （页面存档备份，存于）

## 6月29日
- 一名白人種族主義者早前在火車上藏有炸彈組件及除草劑而被警方拘捕，並被控以涉嫌發動恐怖襲擊等罪名，今在倫敦奧卑利法庭提堂。BBC （页面存档备份，存于）
- 早前因跌傷左手入院留醫的前英揆戴卓爾夫人，出院回家休養，消息指她的康復進展情況良好。BBC （页面存档备份，存于）

## 6月28日
- 文禮彬譴責伊朗扣留9名英國使館人員，並著令伊朗立即放人。泰晤士報[]
- 消息指英女皇伊利沙伯二世20年來首次要求政府調高皇室經費，建議的年度經費大幅上調至790萬英鎊。泰晤士報[]

## 6月27日
- 工黨前內閣衛生大臣苗易彬在選區宣佈將於下屆大選退出下議院，結束近20年的議員生涯。BBC （页面存档备份，存于）
- 英國首度慶祝三軍日（Armed Forces Day），以表揚三軍軍員對國家所作貢獻，英女皇伊利沙伯二世在蘇格蘭出席軍人授勳儀式。泰晤士報[]

## 6月26日
- 英揆白高敦建議成立一個應付氣候轉變的基金，政府每年注入600億英鎊，以協助發展中國家改善溫室氣體排放問題。BBC （页面存档备份，存于）
- 英揆白高敦及保守黨黨魁甘民樂同對美國歌手米高積遜的逝世表示哀悼。BBC （页面存档备份，存于）

## 6月25日
- 保守黨國會議員準備退還多125,000鎊議員津貼，相當於該黨議員已累積退還的津貼款額。BBC （页面存档备份，存于）
- 英國航空表示有800名員工響應公司節省成本的號召，答應自願無薪工作一個月。BBC （页面存档备份，存于）

## 6月24日
- 經濟合作與發展組織調高英國的經濟復甦預測，但仍預料英國經濟在2010年只會錄得零增長。泰晤士報[]
- 保守黨猛烈批評英揆白高敦決定將伊拉克戰爭聽證會作閉門聆訊。BBC （页面存档备份，存于）

## 6月23日
- 繼兩名駐伊朗使館人員被驅逐出境後，英國報復性驅逐兩名伊朗外交官出境。泰晤士報[]
- 英揆白高敦表示已下「決心」早日改革國會議員的薪津及報銷制度。BBC （页面存档备份，存于）

## 6月22日
- 英揆白高敦會見到訪的津巴布韋總理摩根·茨萬吉拉伊，會後白高敦承諾英國會再捐出500萬鎊援助，但強調津國在改革上須獲得成果，才會繼續獲得援助。BBC （页面存档备份，存于）
- 英國下議院今日舉行議長選舉，前外相貝嘉晴被外界視為大熱人選。每日電訊報 （页面存档备份，存于）
- 保守黨籍白金漢選區議員約翰·貝爾考（John Bercow）當選為英國下議院第157任議長。BBC （页面存档备份，存于）

## 6月21日
- 外相文禮彬否認伊朗近日的大規模民眾示威有外國國家插手策劃。BBC （页面存档备份，存于）
- 2003年時任外相的現任司法大臣施仲宏表示，不反對伊拉克戰爭聽證會以公開形式進行，並願意出席作供。BBC （页面存档备份，存于）

## 6月20日
- 蘇格蘭場正式對一連串的國會議員濫用及詐騙津貼醜聞展開全面刑事調查，並設立由高級警官領導的委員會統籌調查。泰晤士報[]
- 再有報導揭發有國會議員涉嫌不法申領議會稅，報導指涉嫌國會議員逾50人。BBC （页面存档备份，存于）

## 6月19日
- 早前因為在家中跌倒送院留醫多日的前首相戴卓爾夫人，接受臂部手術，其家人指手術成功，預料下周可以出院。BBC （页面存档备份，存于）
- 下院當局表示，各下院議員相繼退還自2003年以來多領的津貼，款項達500,000英鎊。BBC （页面存档备份，存于）

## 6月13日
- 英國各地慶祝英女皇壽辰，誌慶女皇伊利沙伯二世83歲華誕，女皇及皇室成員在倫敦校閱軍隊。BBC （页面存档备份，存于）、BBC （页面存档备份，存于）
- 英廷頒布女皇壽辰榮譽名單，罕有政界人士獲勳，本年度本土獲勳人士包括獲勳爵士的資深演員基斯杜化·李及高爾夫球手尼克·佛度，此外著名日裔鋼琴家內田光子獲DBE勳銜，成為女爵士。BBC （页面存档备份，存于）、授勳名單 （页面存档备份，存于）
- 香港地區在英女皇壽辰當日亦有三人獲勳，怡和主席亨利·凱瑟克（Henry Keswick）獲封爵士；已故商人及行政、立法兩局議員利銘澤之女，希慎董事利德蓉醫生獲授OBE勳銜；而皇家英國軍團司庫費安娜·畢曉普（Fiona Bishop）因協助香港的退伍軍員及遺孀而獲MBE勳銜。授勳名單 （页面存档备份，存于）
- 擁有巴布亞新畿內亞籍的大馬華人富商兼香港《明報》主席張曉卿獲女皇賜予KBE勳銜，成為爵士。星洲互動

## 6月5日
- 英揆白高敦在工黨於地方議會選舉及歐洲議會選舉表現欠佳後，對內閣進行重大改組，財相戴理德及外相文禮彬獲留任，但內政大臣施卓琪出閣，由莊翰生接替，另外韓培德重回內閣任威爾斯大臣，而禤智輝及貝嘉晴亦退出內閣。BBC （页面存档备份，存于）、BBC （页面存档备份，存于）

| 依月份排列新聞動態 |
| \| - 2014年英國：1月 - 2月 - 3月 - 4月 - 5月 - 6月 - 7月 - 8月 - 9月 - 10月 - 11月 - 12月 - 2013年英國：1月 - 2月 - 3月 - 4月 - 5月 - 6月 - 7月 - 8月 - 9月 - 10月 - 11月 - 12月 - 2012年英國：1月 - 2月 - 3月 - 4月 - 5月 - 6月 - 7月 - 8月 - 9月 - 10月 - 11月 - 12月 - 2011年英國：1月 - 2月 - 3月 - 4月 - 5月 - 6月 - 7月 - 8月 - 9月 - 10月 - 11月 - 12月 - 2010年英國：1月 - 2月 - 3月 - 4月 - 5月 - 6月 - 7月 - 8月 - 9月 - 10月 - 11月 - 12月 - 2009年英國：1月 - 2月 - 3月 - 4月 - 5月 - 6月 - 7月 - 8月 - 9月 - 10月 - 11月 - 12月 - 2008年英國：1月 - 2月 - 3月 - 4月 - 5月 - 6月 - 7月 - 8月 - 9月 - 10月 - 11月 - 12月 檢閱 \| |
| - 2014年英國：1月 - 2月 - 3月 - 4月 - 5月 - 6月 - 7月 - 8月 - 9月 - 10月 - 11月 - 12月 - 2013年英國：1月 - 2月 - 3月 - 4月 - 5月 - 6月 - 7月 - 8月 - 9月 - 10月 - 11月 - 12月 - 2012年英國：1月 - 2月 - 3月 - 4月 - 5月 - 6月 - 7月 - 8月 - 9月 - 10月 - 11月 - 12月 - 2011年英國：1月 - 2月 - 3月 - 4月 - 5月 - 6月 - 7月 - 8月 - 9月 - 10月 - 11月 - 12月 - 2010年英國：1月 - 2月 - 3月 - 4月 - 5月 - 6月 - 7月 - 8月 - 9月 - 10月 - 11月 - 12月 - 2009年英國：1月 - 2月 - 3月 - 4月 - 5月 - 6月 - 7月 - 8月 - 9月 - 10月 - 11月 - 12月 - 2008年英國：1月 - 2月 - 3月 - 4月 - 5月 - 6月 - 7月 - 8月 - 9月 - 10月 - 11月 - 12月 檢閱       |